# Films et séries tournés à Brest
Cette page liste les films, téléfilms et séries tournés à Brest. La ville de Brest met en place des conditions favorisant les tournages,.

## Longs métrages
- 1936 : La Porte du large de Marcel L'Herbier
- 1941 : Remorques de Jean Grémillon
- 1947 : Les Maudits de René Clément
- 1954 : Le Grand Pavois de Jack Pinoteau
- 1960 : Le Voyage en ballon d'Albert Lamorisse
- 1965 : L'Amour à la mer de Guy Gilles
- 1965 : Le Ciel sur la tête d'Yves Ciampi
- 1977 : L'Ancre de miséricorde de Bernard d’Abrigeon
- 1982 : Querelle de Rainer Werner Fassbinder (Brest reconstitué en studio)
- 1992 : Rêve de Siam d'Olivier Bourbeillon
- 1994 : Les Leningrad Cowboys rencontrent Moïse d'Aki Kaurismäki
- 2004 : Chemins de traverse de Manuel Poirier[3]
- 2004 : L'Équipier de Philippe Lioret
- 2005 : Les Princesses de la piste court métrage de Marie Hélia
- 2009 : King Guillaume de Pierre-François Martin-Laval
- 2009 : Un soir au club de Jean Achache
- 2010 : Un poison violent de Katell Quillévéré[3]
- 2012 : Bowling de Marie-Castille Mention-Schaar
- 2012 : Les Seigneurs d'Olivier Dahan
- 2016 : La Fille de Brest d'Emmanuelle Bercot
- 2016 : Et ta sœur de Marion Vernoux
- 2017 : Volontaire de Hélène Fillières[3]
- 2018 : Kursk de Thomas Vinterberg[3]
- 2018 : Pupille de Jeanne Herry[3]
- 2018 : Volontaire de Hélène Fillières
- 2019 : Le Chant du Loup d'Antonin Baudry
- 2020 : De Gaulle de Gabriel Le Bomin
- 2022 : Rodéo de Delphine Deloget
- 2023 : Bonne conduite de Jonathan Barré
- 2023 : Rien à perdre de Delphine Deloget

## Téléfilms
- 1993 : L'Affaire Seznec d'Yves Boisset
- 1989 : Les Sirènes de minuit de Philippe Lefebvre[4]
- 2014 : Rouge Sang de Xavier Durringer
- 2015 : Rappelle-toi de Xavier Durringer
- 2017 : Peur sur la base de Laurence Katrian[3]
- 2019 : Paris-Brest de Philippe Lioret

## Séries télévisées
- 2005 : Dolmen de Didier Albert
- 2022 : Vortex de Franck Thilliez